# Linnaemya turbida
Linnaemya turbida är en tvåvingeart som först beskrevs av Brauer och Julius Edler von Bergenstamm 1893.  Linnaemya turbida ingår i släktet Linnaemya och familjen parasitflugor. Inga underarter finns listade i Catalogue of Life.